# Cadets de Gascogne
Unter den Cadets de Gascogne (französisch für „Gascogner Kadetten“) wird heute allgemein eine Freiwilligenkompanie der Gardes françaises verstanden, die im Französisch-Spanischen Krieg (1635–1659) diente. Durch Autoren wie Edmond Rostand und Alexandre Dumas dem Älteren erwarb sie anhaltenden literarischen Nachruhm.
In einem erweiterten Sinn wurde bereits im Frankreich des 16. Jahrhunderts unter einem Gascogner Kadetten ein Spross der verarmten Kleinaristokratie des französischen Südwestens verstanden, der nichts besaß außer einem an Hochmut grenzenden übersteigerten Selbstwertgefühl und verbissenem Ehrgeiz. Als schnell reizbarer Glücksritter (Officier de fortune) versuchte er, bei Hof und mehr noch in der Armee Karriere zu machen. Die sprichwörtlich unzivilisierte „gascogner Manier“ (manière gasconne) wurde von den übrigen Franzosen gleichermaßen belächelt und gefürchtet.

## Geschichte
Die Kompanie wurde vermutlich zu Beginn des Französisch-Spanischen Krieges aufgestellt und bestand im Wesentlichen aus nachgeborenen Söhnen des Gascogner Kleinadels, es gehörten ihr aber auch Adelige anderer Regionen Frankreichs an. Die Kadetten dienten als Freiwillige ohne Sold, konnten jedoch das Kriegshandwerk erlernen und hoffen, bei passender Gelegenheit einen besoldeten Posten in der regulären Armee zu erhalten. Tatsächlich bildeten sie, vor allem in Kriegszeiten, ein Personalreservoir der Armee, die mit den Freiwilligen ihre durch Tod oder Invalidität gelichteten Regimenter, insbesondere die niederen Offiziersposten, auffüllte. Eine ähnliche Praxis war bis ins 18. Jahrhundert auch in den anderen Armeen Europas üblich.
Es ist indes fraglich, ob die Kompanie auch offiziell als Cadets de Gascogne tituliert wurde. In verschiedenen, auch zeitgenössischen Quellen wird die Truppe als Kompanie des Monsieurs de Carbon Castel-Jaloux genannt, der als Offizier des Régiment des Gardes françaises ihr Hauptmann war. Das entsprach dem damaligen Brauch, Einheiten oftmals nach ihren Inhabern zu benennen und nicht nach einer Region (erst ab dem 1. Januar 1791 wurden die Regimenter stattdessen nummeriert). Eine der wenigen Ausnahmen bildeten mehr oder weniger eigenständige Gardeformationen, etwa die Garde écossaise (Schottische Garde) oder die Cent-suisses (Hundertschweizer).
Die Truppe genoss bereits zu ihren Lebzeiten einen legendären Ruf. Die Gascogner Kadetten galten als disziplinlose Draufgänger, Raufbolde und Frauenhelden. Entsprechende Darstellungen und literarische Übersteigerungen finden sich etwa in dem Drama Cyrano de Bergerac von Edmond Rostand und dem Roman Die drei Musketiere von Alexandre Dumas dem Älteren.

## Bekannte Mitglieder
Bekannte Mitglieder der Einheit waren:
- Savinien Cyrano de Bergerac
- Henry Le Bret
- Antonin Nompar de Caumont
- Jean Louis de Nogaret de La Valette
- Charles de Batz-Castelmore d’Artagnan
- Pierre de Montesquiou d’Artagnan

## Auszug aus Cyrano de Bergerac
Cyrano von Bergerac – Kapitel 4, zweiter Aufzug, siebenter Auftritt:
Das sind die Gascogner Kadetten;
Ihr Hauptmann ist Castel-Jaloux.
Sie raufen und lügen und wetten;
Das sind die Gascogner Kadetten!
Sie halten zusammen wie Kletten
Und lieben und zürnen im Nu.
Das sind die Gascogner Kadetten;
Ihr Hauptmann ist Castel-Jaloux.
Sie fliehen vor weichlichen Betten
Und sammeln kein Geld in der Truh';
Sie pflegen ihr Haar nicht zu glätten;
Sie fliehen vor weichlichen Betten
Und stopfen in ihren Toiletten
Die Löcher und Risse nicht zu.
Sie fliehen vor weichlichen Betten
Und sammeln kein Geld in der Truh'.
Wenn Teufel zu Gegnern sie hätten,
Ihr Herz fällt nicht in die Schuh';
Sie würden dem Ruhm sich verketten,
Wenn Teufel zu Gegnern sie hätten!
Und gilt es zu kämpfen, zu retten,
Dann kommen sie gerne dazu ...
Wenn Teufel zu Gegnern sie hätten,
Ihr Herz fällt nicht in die Schuh'.
Das sind die Gascogner Kadetten;
Sie stören des Ehemanns Ruh'!
Ihr Blonden und auch ihr Brünetten,
Das sind die Gascogner Kadetten!
Euch hilft an verschwiegenen Stätten
Nicht lang euer sprödes Getu'!
Das sind die Gascogner Kadetten;
Sie stören des Ehemanns Ruh'.